# عبد الله خوجة بن إسماعيل باي
عبد الله خوجة بن إسماعيل باي هو باي قسنطينة وحاكم بايلك الشرق ضمن أيالة الجزائر في العهد العثماني.
بدأ حكمه عام 1804م (1219 هـ) واستمر حتى 1806م أين خلفه حسين باي بن صالح باي ولم يلبث بعدها إلا سنتين ليتوفى عام 1808م.